# Dikdik sawannowy
Dikdik  sawannowy (Madoqua kirkii) – gatunek ssaka parzystokopytnego z rodziny wołowatych zaliczany do antylop, blisko spokrewniony z dikdikiem drobnym (Madoqua guentheri). Wyewoluował w miocenie ok. 12 mln lat temu.

## Występowanie i biotop
Obecny zasięg występowania gatunku obejmuje obszary środkowej i południowej Afryki – południowo-zachodnia Angola, środkowa i południowa Kenia, Namibia, południowo-wschodnia Somalia,  środkowa Tanzania i Namibia.
Jego siedliskiem są suche tereny w pobliżu gęstych krzewów, wśród których zwierzęta te ukrywają się i żerują.

## Charakterystyka ogólna
|                         | parametr                                     |
| ----------------------- | -------------------------------------------- |
| Długość ciała           | 55–77 cm                                     |
| Wysokość w kłębie       | 35–45 cm                                     |
| Długość ogona           | 4–6 cm                                       |
| Masa ciała              | 2,7-6,5 kg                                   |
| Dojrzałość płciowa      | samice: 6-8 miesięcy, samce: ok. 12 miesięcy |
| Ciąża                   | 169-174 dni                                  |
| Liczba młodych w miocie | 1                                            |
| Długość życia           | 10 lat                                       |

### Wygląd

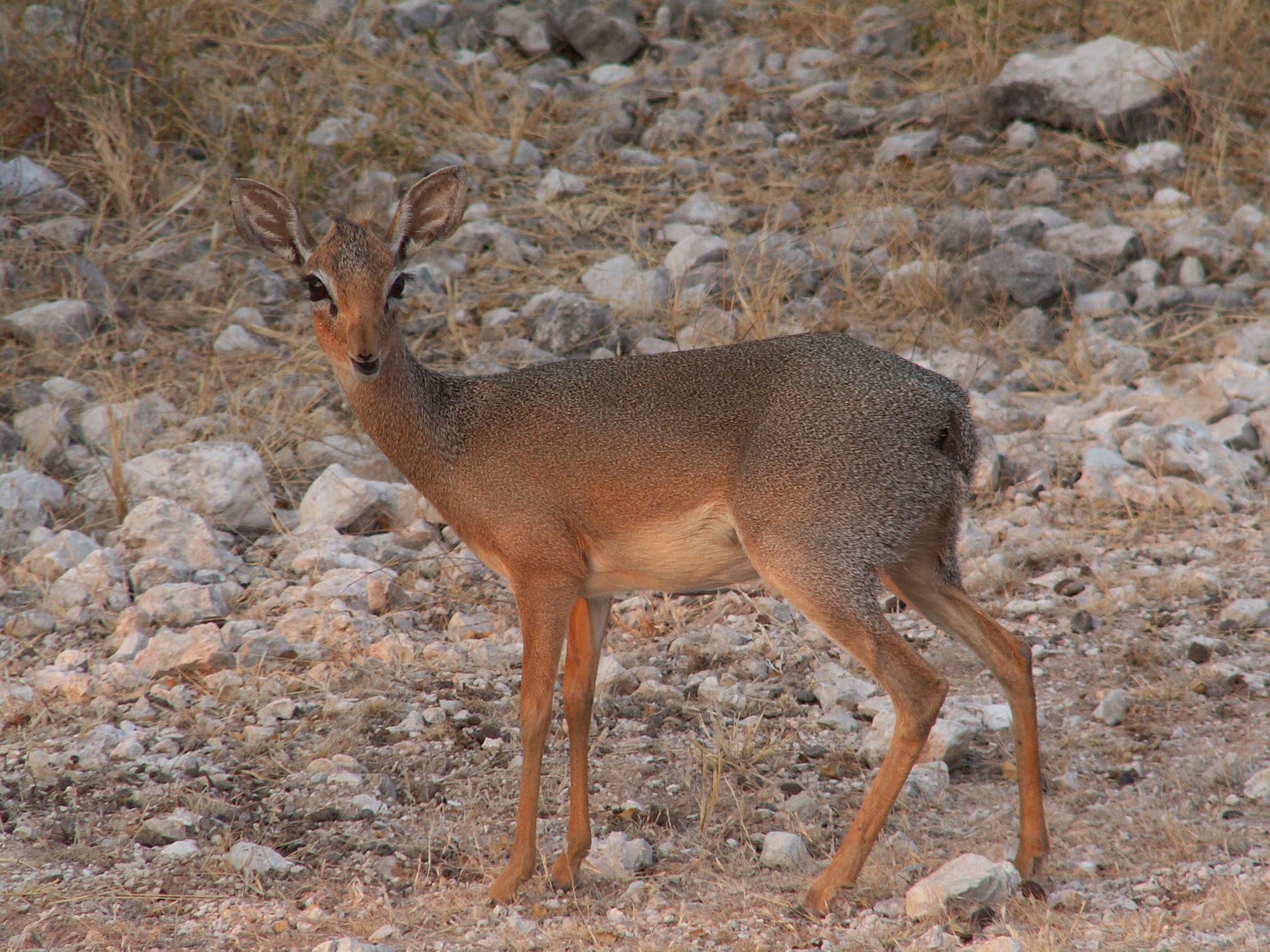
Dikdik Kirka w Namibii

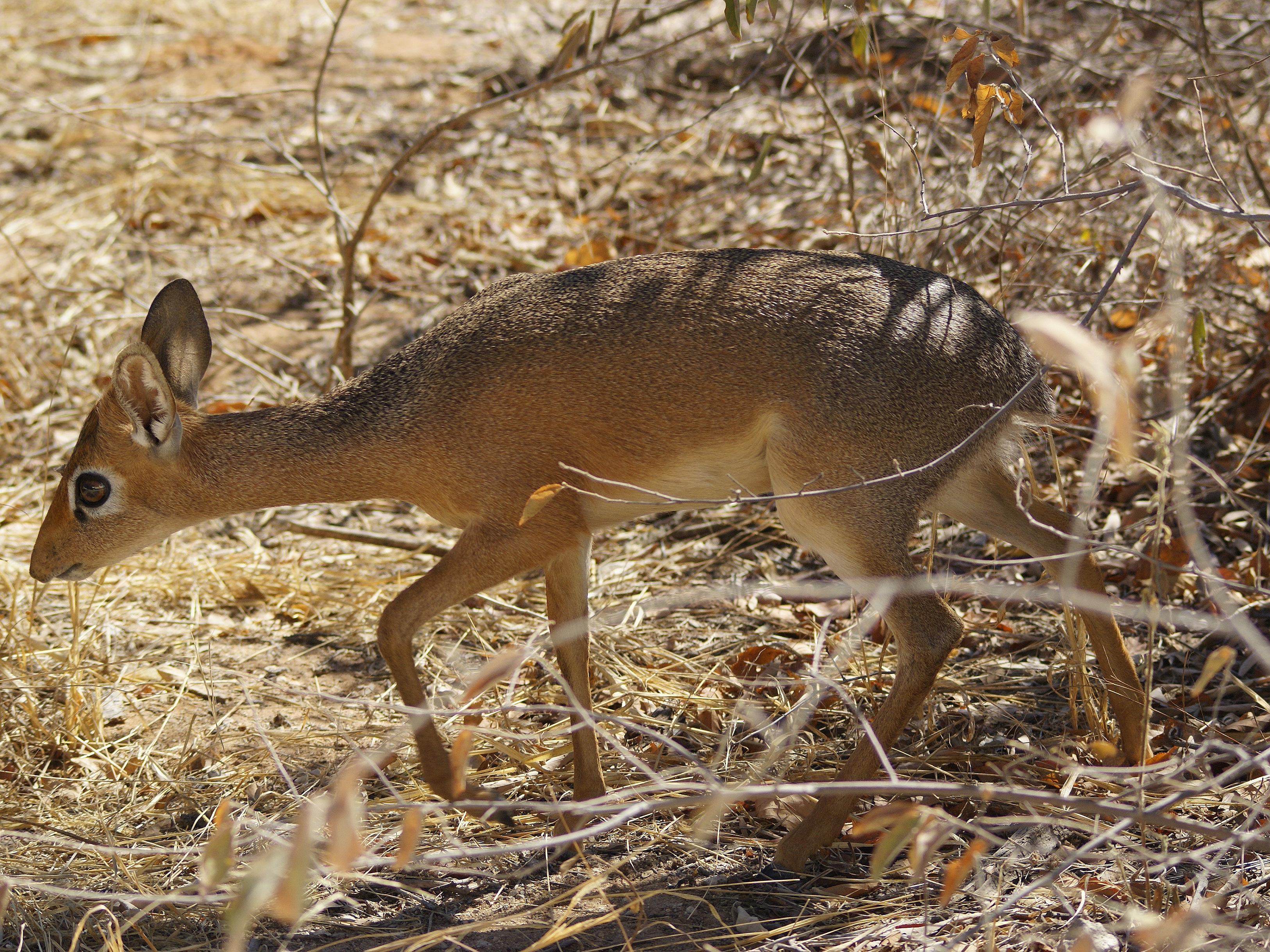
Dikdik Kirka w Namibii

Ubarwienie grzbietu brązowe lub żółtawoszare, głowa i nogi płowe, spodnia część ciała i wewnętrzna strona nóg – biała. Duże oczy otacza pierścień jasnych włosów.
U samców występują krótkie, ok. 11 cm rogi, które mogą być osłonięte kępą włosów. U samic występują dwie pary sutków. Wąskie i długie racice ostro zakończone. Charakterystyczną cechą dikdików sawannowych jest ruchliwa górna warga, która wraz z nozdrzami wystaje lekko przed wargą dolną.

### Tryb życia
Dikdiki sawannowe są najbardziej aktywne wczesnym rankiem i późnym popołudniem, ale wykazują również aktywność w ciągu nocy. Żyją pojedynczo lub parami. Są zwierzętami terytorialnymi. Granice zajmowanego obszaru znakują kałem, moczem i wydzieliną gruczołów przyocznych. Rytuał znakowania wykonywany jest przez samca i przez samicę. Samiec zajmuje się obroną terytorium przed innymi przedstawicielami tego samego gatunku. Po swoim terenie poruszają się ustalonymi ścieżkami. Są zwierzętami nieśmiałymi, spędzającymi większość czasu w ukryciu. Wystraszone uciekają zygzakiem, wydając przy tym dźwięki brzmiące jak dik-dik lub zik-zik. W czasie ucieczki osiągają prędkość do 42 km/h.
Podstawę ich diety stanowią liście krzewów i drzew, a uzupełnieniem są trawy, pąki, owoce i zioła. Żyją do 10 lat, ale średni czas życia w warunkach naturalnych wynosi 3-4 lata. W niewoli zanotowano dikdika sawannowego w wieku 14 lat.

### Rozród
Samice dikdika Kirka osiągają dojrzałość płciową w wieku ok. 6-8 miesięcy, samce ok. 12 miesięcy. Są prawdopodobnie gatunkiem monogamicznym. Tworzą pary zajmujące obszar 5-30 hektarów. Po ok. 170-dniowej ciąży samica rodzi jedno młode ważące 560-680 g, które karmi mlekiem przez 6 tygodni, pozostając z nim w ukryciu. Przeżywalność młodych szacowana jest na 50%. Siedmiomiesięczne dikdiki sawannowe osiągają pełne wymiary i są wówczas zmuszane do opuszczenia terytorium rodziców. Samica może rodzić dwa razy w ciągu roku.

## Podgatunki
Wyróżniono 4 podgatunki dikdików sawannowych:
- dikdik płochy (Madoqua kirkii cavendishi)
- dikdik namibijski (Madoqua kirkii damarensis)
- dikdik kenijski (Madoqua kirkii hindei)
- dikdik tanzański (Madoqua kirkii thomasi)

## Znaczenie
Zabijane głównie ze względu na skórę, z której wyrabiane są m.in. rękawiczki. Na parę rękawiczek potrzebne są skóry z dwóch dikdików.

## Zagrożenia i ochrona
Do naturalnych wrogów dikdików sawannowych należą lamparty, gepardy, szakale, pawiany, orły i pytony. Pomimo intensywnych polowań w niektórych regionach dikdik sawannowy jest uważany za gatunek liczny. Nie jest objęty konwencją waszyngtońską  CITES, a w Czerwonej księdze gatunków zagrożonych Międzynarodowej Unii Ochrony Przyrody i Jej Zasobów został zaliczony do kategorii LC (least concern – niskiego ryzyka).